# Калчо Трайков
Калчо Георгиев Трайков е български търговец, общественик и благотворител.

## Биография
Калчо Трайков е роден през 1850 или 1853 година в град Крушево, тогава в Османската империя, във влашко семейство. Поради турските насилия семейството му преди Освобождението се изселва в село Сливница, Софийско. Занимават се със земеделие, гостилничарство и кръчмарство. Дюкяните им са в Паланка, където заедно с тези на други македонски българи Григор Иванов, дядо Наум Стефанов, дядо Симон, Илия Чкрипев и Симчевите образуват чаршията.
Още по време на Руско-турската война от 1877 – 1878 година сливничани поемат инициатива за изграждане на църква и ново училище. В началото на 1878 година двамата братовчеди Калчо Трайков и Михалко Георгиев Симаков даряват 5000 m2 новозакупена земя, граничеща със Сливнишката река, за строеж на православния храм „Св. св. Кирил и Методий“ и начално училище.
Умира в 1937 година в София.